# جوليا مارغريت كاميرون

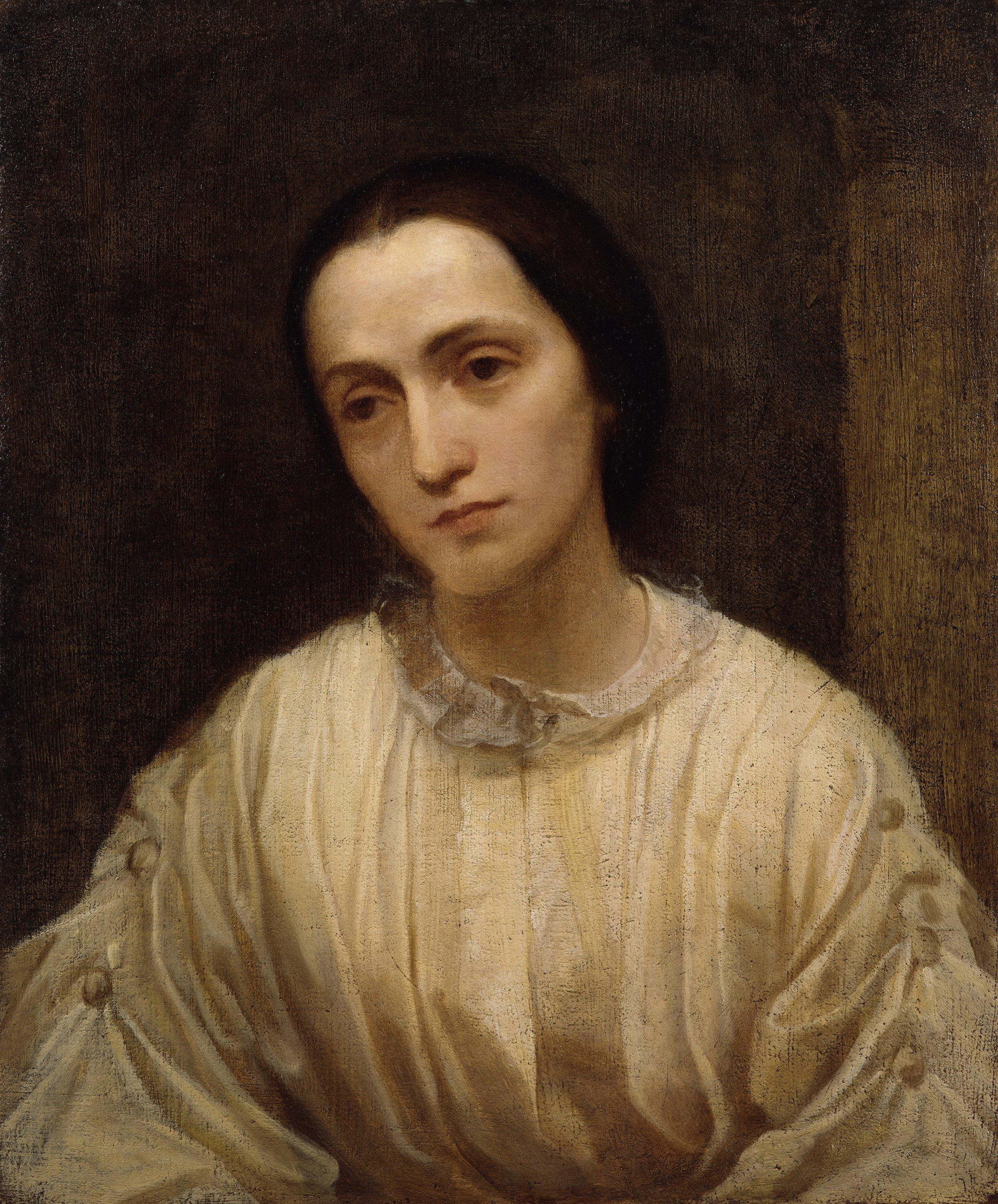
صورة لجوليا كاميرون التقطت في الفترة ما بين 1850 إلى 1852

جوليا مارغريت كاميرون (بالإنجليزية: Julia Margaret Cameron) مصورة بريطانية ولدت في 26 يناير 1879 بمدينة كلكتا والتي كانت ضمن الهند البريطانية وتوفيت في 11 يونيو 1815 .
كان والدها المسؤول البريطاني لشركة الهند الشرقية وكانت جوليا من عائلة تتميز بالجمال إلا أنها أعتبرت الأقبح بين أخواتها، وفي عام 1863 حيث كان عمرها 48 عاماً حصلت من والدتها على كاميرا كهدية وأمتهنت التصوير للفترة الممتدة من (1864-1875) ، وأصبحت عضوا في جمعيات التصوير في لندن واسكتلندا .

## معرض صور

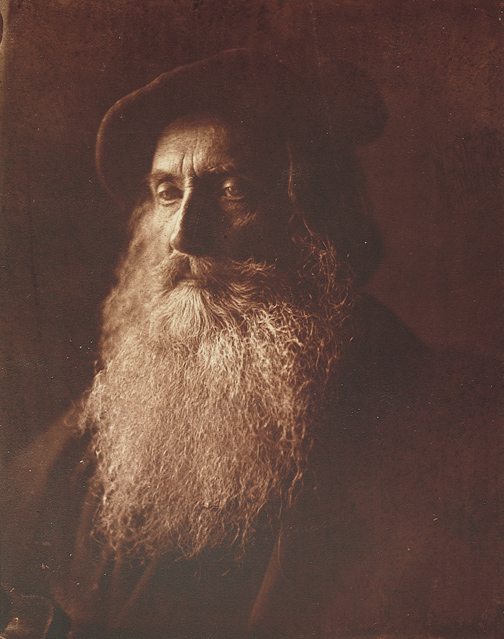
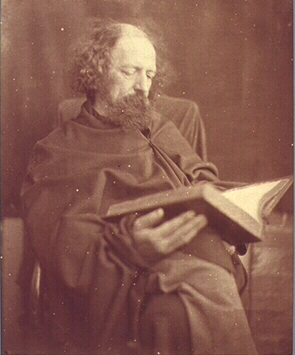
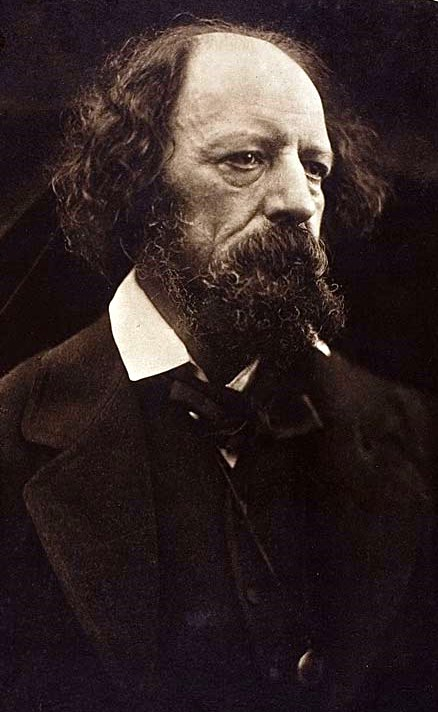
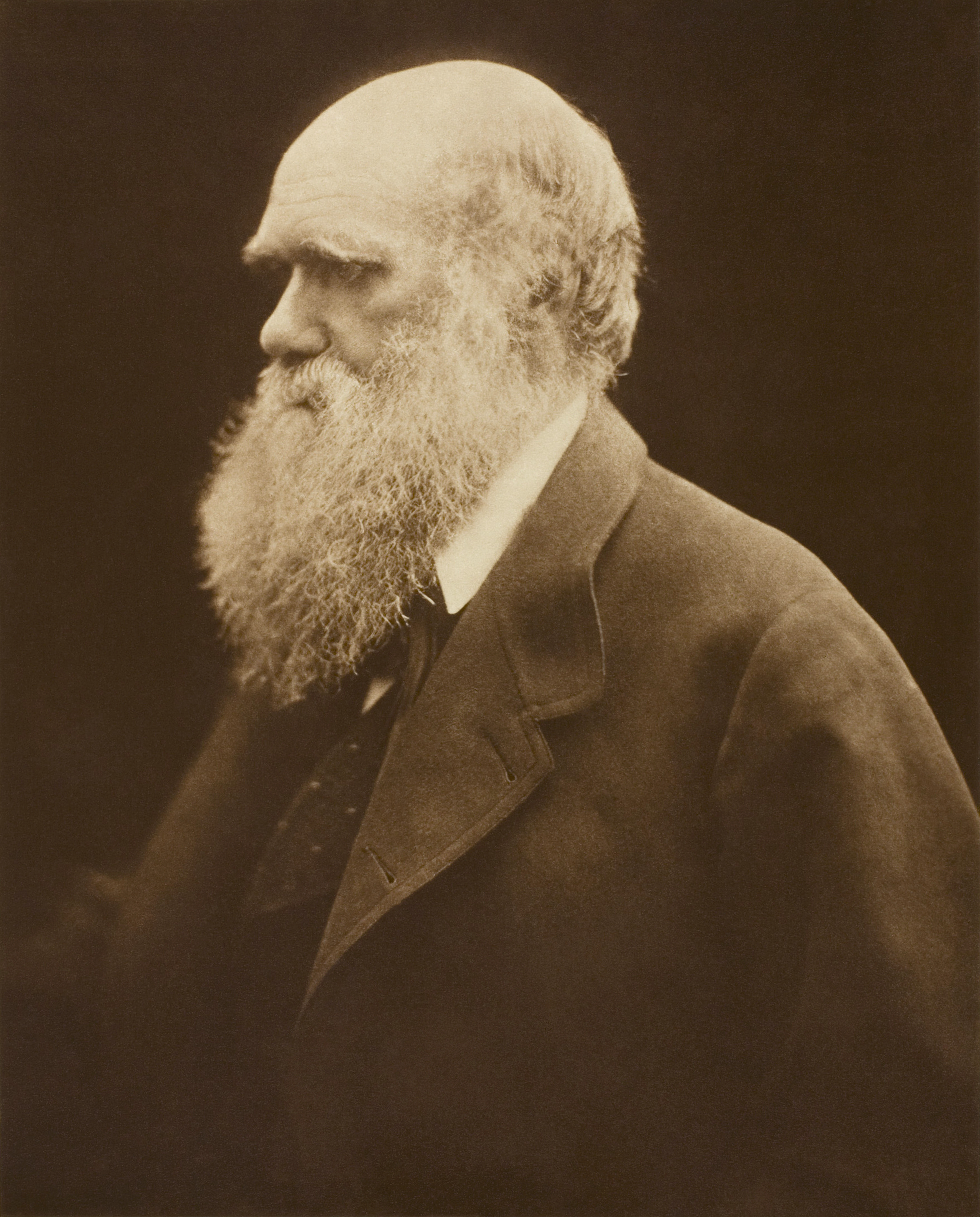

## روابط خارجية
- جوليا مارغريت كاميرون على موقع الموسوعة البريطانية (الإنجليزية)
- جوليا مارغريت كاميرون على موقع ديسكوغز (الإنجليزية)